# 찰비빔면
찰비빔면은 대한민국 농심에서 2005년 3월 7일에 출시한 비빔라면이다.

## 사진

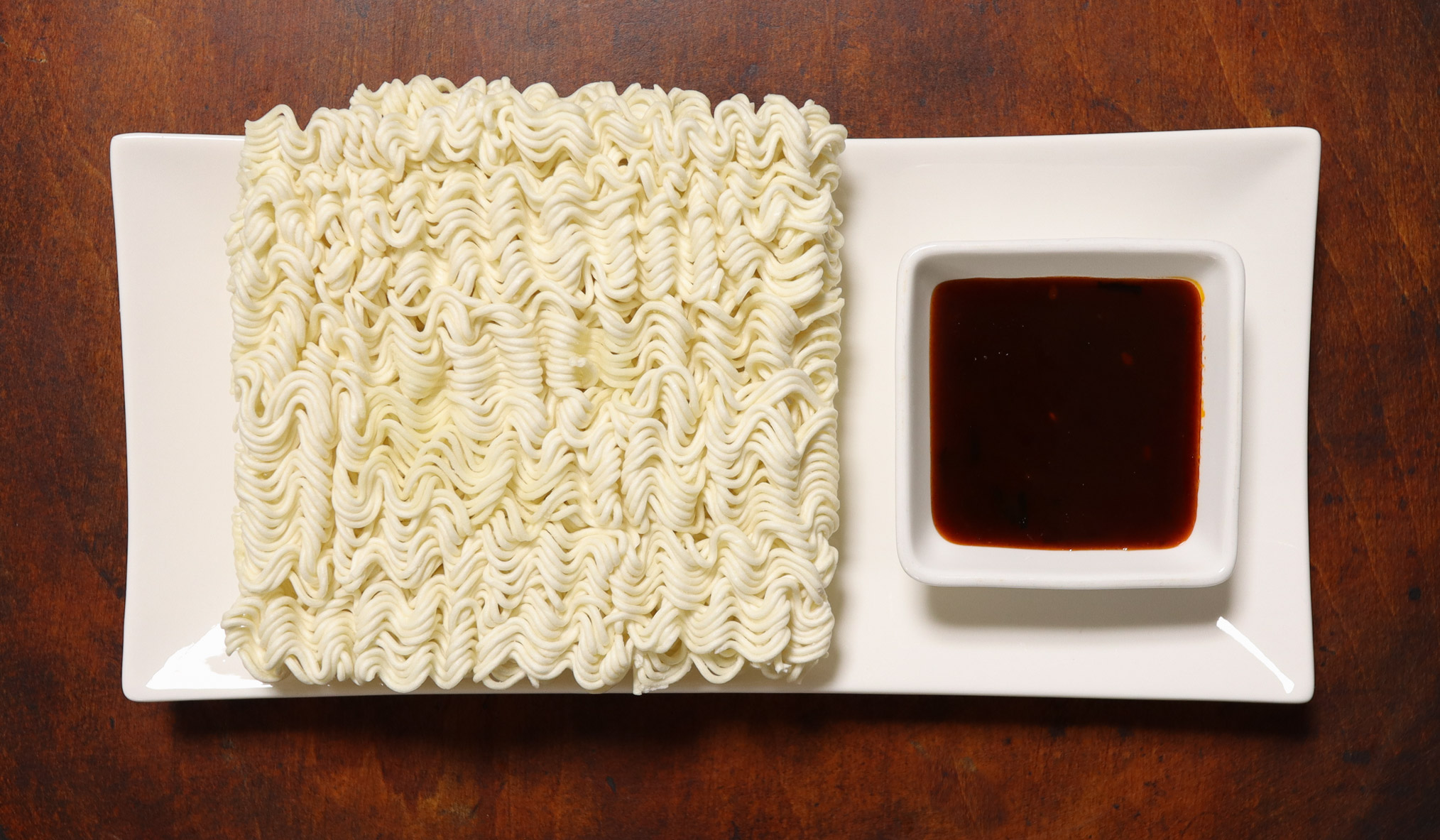
찰비빔면 재료
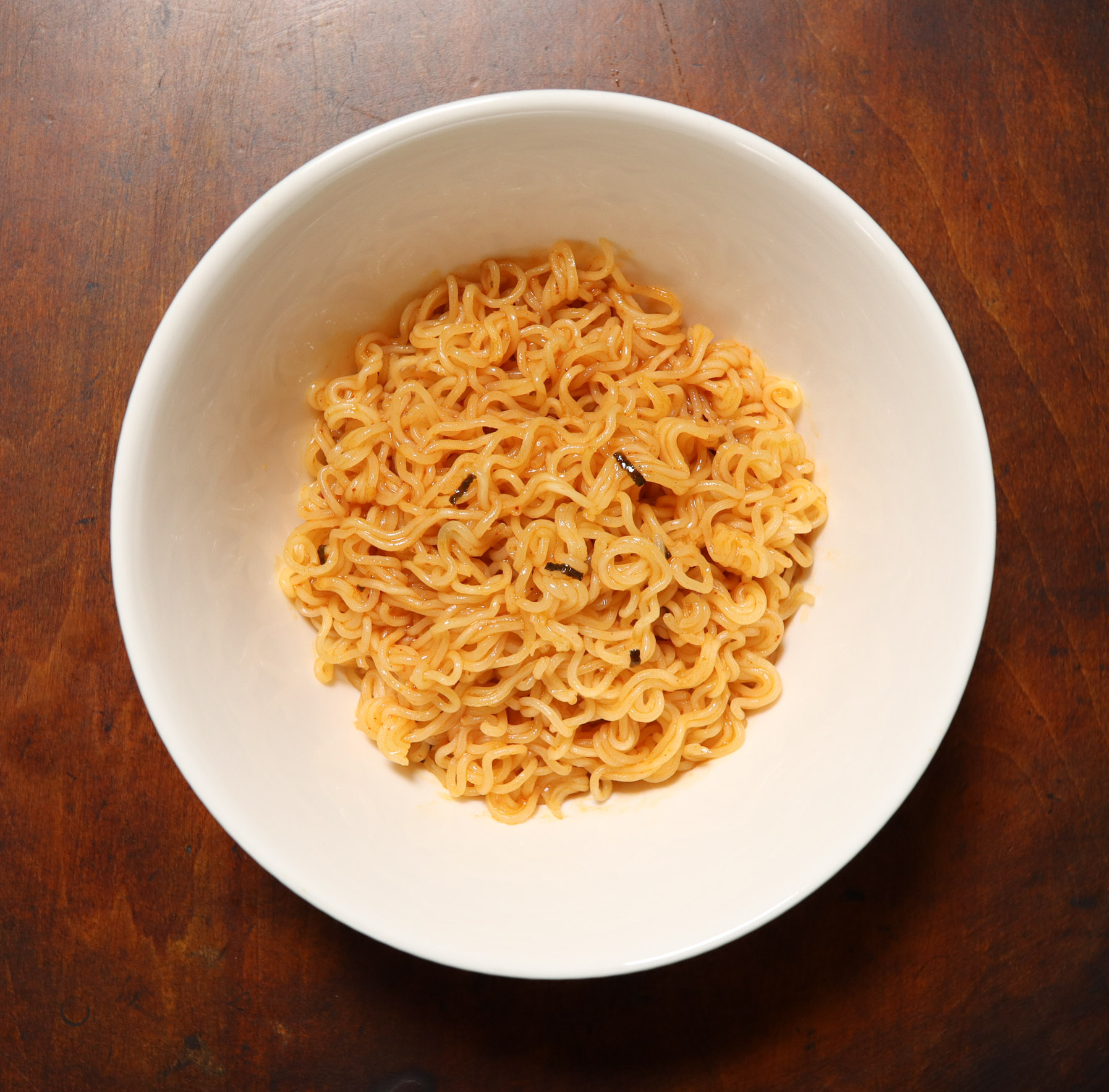
찰비빔면
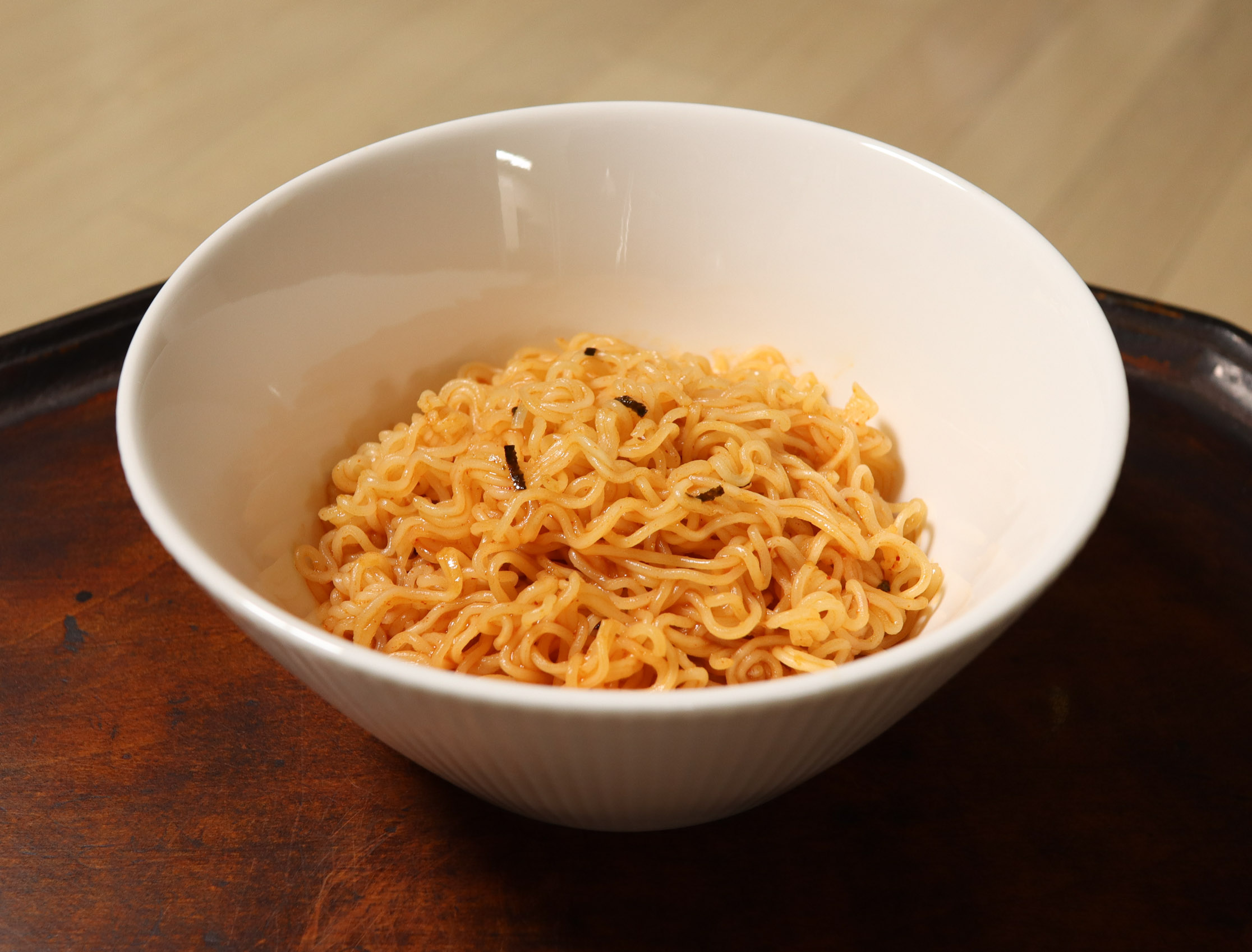
찰비빔면